# 레일리 힐
레일리 힐(Raelee Hill, 1972년 10월 24일 ~ )은 오스트레일리아의 배우이다.

## 출연 작품
- 브래스 (2014)
- 수퍼맨 리턴즈 (2006)
- 파스케이프 (1999)
- 호텔 드 러브 (1996)